# Žiga Virc
Žiga Virc, slovenski filmski režiser in scenarist, * 1987, Novo mesto
Virc je diplomiral na Akademiji za gledališče, radio, film in televizijo (AGRFT, Univerza v Ljubljani) iz filmske in televizijske režije.
Njegov diplomski film Trst je naš! je bil leta 2010 nominiran za oskarja v kategoriji študentskih filmov.
Leta 2012 je režiral film Vojne igre, ki je dokumentarni film o društvu Triglav, ki prikazuje bitke iz druge svetovne vojne.
Leta 2016 je posnel dokumentarno-fikcijski film Houston, imamo problem!, ki je bil premierno prikazan na filmskem festivalu Tribeca.
Leta 2023 je bil premierno prikazan celovečerni dokumentarni film Poletje '91, ki ga je Žiga režiral, scenarij pa sta napisala skupaj z Izo Strehar.
Leta 2023 je posnel igrani celovečerni film Poslednji heroj, v katerem nastopa tudi grška igralka Angeliki Papoulia. 
Leta 2025 je RTV Slovenija začela predvajati dramsko nadaljevanko Poklicani v režiji Žige Virca in po scenariju Ize Strehar.

## Nagrade in priznanja
Še med študijem je režiral kratki film Trst je naš! za katerega je prejel nominacijo za študentskega oskarja 2010, študentsko nagrado AGRFT in študentsko Prešernovo nagrado 2010. Klic gora je film ob 100-letnici organiziranega gorskega reševanja v Sloveniji, ki je prejel tri nagrade na Festivalu gorniškega filma 2012.
Houstoh, imamo problem! je na Festivalu slovenskega filma 2016 prejel nagrade vesna za najboljši celovečerni film. Igralec Božidar Smiljanić je prejel vesno za glavno moško vlogo, montažer Vladimir Gojun pa vesno za montažo.
Žiga je prejel nagrado Štigličev pogled za izjemno režijo leta 2017. Houston, imamo problem! pa je bil slovenski kandidat za tujejezičnega oskarja 2017.

## Filmografija
- Trst je naš! (2009)
- Vojne igre (2012)
- Selitev (2016)
- Houston, imamo problem! (2016)
- Osvoboditev libida (2019)
- Nov dan (2021)
- Poletje '91 (2023)
- Poslednji heroj (2023)